# Auto Vehicle Company
Auto Vehicle Company war der populärste Automobilhersteller aus Kalifornien vor 1918.

## Unternehmensgeschichte
Ralph B. Hain und Carroll S. Hartman gründeten das Unternehmen im Mai 1902 in Los Angeles. Waldemar Hansen wurde als Konstrukteur angeworben. 1902 begann die Produktion von Automobilen. Es waren sowohl Personenkraftwagen als auch Nutzfahrzeuge. Der Markenname lautete Tourist. Hain verließ Ende 1902 das Unternehmen und Hartman kurz darauf. William H. Burnham wurde neuer Präsident. Watt Moreland, Konstrukteur des Magnolia, war ab 1903 angestellt und wechselte 1906 zur Durocar Manufacturing Company. In dem Jahr war Volney S. Beardsley, ehemaliger Hersteller des Darling, Verkaufsmanager.
Im November 1909 wurden Probleme bekannt. Grund war Materialknappheit, denn das Unternehmen hatte keinen Vertrag mit George Baldwin Selden, dem Inhaber des Selden-Patents. Noch im gleichen Monat wurde alles an die California Automobile Company verkauft. Dieses Unternehmen fertigte noch bis 1910 Fahrzeuge der Marke Tourist. Insgesamt entstanden 2692 Pkw dieser Marke.

## Fahrzeuge
1902 gab es nur den 7 HP. Er hatte einen Einzylindermotor, entworfen von Hain. Im Prototyp leistete er 6 PS und in den Serienmodellen 7 PS. Er war unter dem Sitz montiert und trieb über eine Kette die Hinterachse an. Das Fahrzeug ähnelte den damaligen Modellen von Ford und Cadillac, hatte allerdings noch einen veralteten Lenkhebel anstelle eines Lenkrads. Das Fahrgestell hatte 183 cm Radstand. Eine Quelle nennt Tourenwagen mit zwei und vier Sitzen, eine andere dagegen einen Zweisitzer mit abnehmbarem Tonneau für zwei weitere Passagiere.
1903 folgte der 8 HP. Er hatte einen Zweizylindermotor mit 8 PS Leistung. Radstand und Aufbauten blieben unverändert.
1904 wurde daraus der 12 HP. Der Zweizylindermotor leistete nun 12 PS. Ein Wasserkühler an der Fahrzeugfront täuschte einen Frontmotor vor. Der Motor war allerdings weiterhin unter der Sitzbank montiert.
1905 gab es das Model K. Der Zweizylindermotor war nun mit 20 PS angegeben. Der Radstand betrug 229 cm. Der offene Tourenwagen bot Platz für fünf Personen.
1906 wurde beim Model K der Radstand um 2 Zoll auf 224 cm gekürzt. Das Model M ergänzte das Sortiment. Es hatte einen Vierzylindermotor mit 35 PS Leistung, einen Radstand von 254 cm und war ebenfalls als fünfsitziger Tourenwagen karosseriert.
Zwischen 1907 und 1908 standen drei Modelle zur Wahl. Das Model K-7 entsprach dem Model K von 1905, hatte also wieder 229 cm Radstand. Das Model N-7 hatte einen Vierzylindermotor, der mit 35/40 PS angegeben war. Der Radstand maß 274 cm. Zur Wahl standen ein Runabout mit zwei Sitzen und ein Tourenwagen mit sieben Sitzen. Das Model G-7 hatte den gleichen Motor und den gleichen Radstand, war aber eine Limousine.
1909 standen sechs Modelle im Angebot. Type B als fünfsitziger Tourenwagen und Type O als viersitziger Roadster hatten einen Zweizylindermotor mit 22/24 PS und 259 cm Radstand. Darüber rangierte der Type G mit einem Vierzylindermotor, 25/30 PS und 269 cm Radstand, der als Tourenwagen mit drei, vier und fünf Sitzen erhältlich war. Type H als viersitziger Roadster und fünfsitziger Tourenwagen sowie Type L als Limousine hatten beiden einen Vierzylindermotor, der mit 35/40 PS eingestuft war, und 300 cm Radstand. Daneben gab es einen weiteren Type H, dessen Motor mit 45/50 PS angegeben war.
1910 änderte der neue Hersteller nichts am Sortiment.

## Modellübersicht
| Jahr      | Modell    | Zylinder | Leistung (PS) | Radstand (cm) | Aufbau                                         |
| --------- | --------- | -------- | ------------- | ------------- | ---------------------------------------------- |
| 1902      | 7 HP      | 1        | 7             | 183           | Tourenwagen 2-sitzig und 4-sitzig              |
| 1903      | 8 HP      | 2        | 8             | 183           | Tourenwagen 2-sitzig und 4-sitzig              |
| 1904      | 12 HP     | 2        | 12            | 183           | Tourenwagen 2-sitzig und 4-sitzig              |
| 1905      | Model K   | 2        | 20            | 229           | Tourenwagen 5-sitzig                           |
| 1906      | Model K   | 2        | 20            | 224           | Tourenwagen 5-sitzig                           |
| 1906      | Model M   | 4        | 35            | 254           | Tourenwagen 5-sitzig                           |
| 1907–1908 | Model G-7 | 4        | 35/40         | 274           | Limousine 7-sitzig                             |
| 1907–1908 | Model K-7 | 2        | 20            | 229           | Tourenwagen 5-sitzig                           |
| 1907–1908 | Model N-7 | 4        | 35/40         | 274           | Runabout 2-sitzig, Tourenwagen 7-sitzig        |
| 1909–1910 | Type B    | 2        | 22/24         | 259           | Tourenwagen 5-sitzig                           |
| 1909–1910 | Type G    | 4        | 25/30         | 269           | Tourenwagen 3-sitzig und 4-sitzig und 5-sitzig |
| 1909–1910 | Type H    | 4        | 35/40         | 300           | Roadster 4-sitzig, Tourenwagen 5-sitzig        |
| 1909–1910 | Type H    | 4        | 45/50         | 300           | Roadster 4-sitzig, Tourenwagen 5-sitzig        |
| 1909–1910 | Type L    | 4        | 35/40         | 300           | Limousine                                      |
| 1909–1910 | Type O    | 2        | 22/24         | 259           | Roadster 4-sitzig                              |

## Produktionszahlen
| Jahr  | Produktionszahl |
| ----- | --------------- |
| 1902  | 12              |
| 1903  | 17              |
| 1904  | 75              |
| 1905  | 150             |
| 1906  | 487             |
| 1907  | 463             |
| 1908  | 573             |
| 1909  | 594             |
| 1910  | 321             |
| Summe | 2692            |